# シャルル・L・ビッチ
シャルル・L・ビッチ（Charles L. Bitsch、1931年4月23日 ミュルーズ - 2016年5月27日 ヴィルジュイフ）は 、フランスの映画監督、撮影監督、脚本家。10年にわたって、ジャン＝リュック・ゴダールの助監督であったことで知られる。

## 来歴・人物
- 1931年4月23日、フランス・オー＝ラン県ミュルーズに生まれる。
- 1952年、21歳のときに、ジャック・リヴェット監督の習作短篇『Le Divertissement』の撮影監督を引き受け、映画界でのキャリアが始まる。翌1953年、フィリップ・ド・ブロカらと短い習作オムニバス映画『Les Trois rendez-vous』をつくり、初めて演出を手がける。ヌーヴェルヴァーグの本格的作品と呼ばれるリヴェットの『王手飛車取り』（1956年）では撮影のほかに、リヴェット、クロード・シャブロルと共同で脚本を手がける。エリック・ロメールの習作の撮影を経て、リヴェットの長篇デビュー作『パリはわれらのもの』（1960年）の撮影で長篇をものす。
- 1958年、シャブロルの製作会社AJYMフィルムの本格的始動と映画監督としてのキャリアの開始にともない、シャブロルの助監督を始める。また、1961年、ゴダールとアンナ・カリーナの製作会社の始動に際し、助監督としての活動の場所をアヌーシュカ・フィルムに移す。10年の助監督生活の間にも、ゴダールを世に出したジョルジュ・ド・ボールガールによる若手俊英オムニバス2本『接吻・接吻・接吻』と『La chance et l'amour』とに監督として参加（後者は全話の撮影監督も兼務）、着実にキャリアを積む。やがて、1970年、アヌーシュカ・フィルム社の製作により、『Le dernier homme』で長編劇映画デビューを果たす。商業映画を離れ政治映画へと突入して行くゴダールのL・ビッチへのはなむけであったといえる。
- 長編劇映画デビュー以降のL・ビッチは、テレビ映画ばかりを手がけた。知られざるヌーヴェルヴァーグの生き証人のひとりである。

## フィルモグラフィー

### おもな監督作
- Les Trois rendez-vous 中篇オムニバス映画　1953年　参加監督シャルル・L・ビッチ、フィリップ・ド・ブロカ、エディット・クロース　※監督デビュー作
- 接吻・接吻・接吻 Les Baisers オムニバス映画 第4話『高価な接吻』　1963年 音楽ポール・ミスラキ／参加監督ベルナール・T・ミシェル、ベルトラン・タヴェルニエ、ジャン＝フランソワ・オーデュロイ、シャルル・L・ビッチ、クロード・ベリ、撮影ラウール・クタール
- La chance et l'amour（偶然と恋愛）オムニバス映画 第2話『Lucky la chance』　1964年 主演ミシェル・ピコリ／参加監督クロード・ベリ、シャルル・L・ビッチ、エリック・シュランベルジェ、ベルトラン・タヴェルニエ、撮影シャルル・L・ビッチ
- Le dernier homme（最後の男）　1968年 主演ジャン＝クロード・ブイヨン　※長編デビュー作
- Le marteau piqueur（空気ハンマー）テレビ映画　1981年 主演ステファーヌ・オードラン
- Au bonheur des autres（他人の幸福）テレビ映画　1995年 主演クロード・ジャド

### 撮影
- Le Divertissement 短篇 1952年　監督ジャック・リヴェット、製作ジャン＝リュック・ゴダール　※撮影監督デビュー作
- 王手飛車取り Le Coup du berger 中篇 1956年　監督ジャック・リヴェット
- ヴェロニクと怠慢な生徒 Véronique et son cancre 短篇 1958年 (Charles Bitsch名義)　監督エリック・ロメール
- パリはわれらのもの Paris nous appartient 1960年　監督・脚本ジャック・リヴェット、製作クロード・シャブロル、フランソワ・トリュフォー
- La Chance et l'amour 1964年　※上記参照

### 脚本 (監督作以外)
- 王手飛車取り Le Coup du berger 中篇 1956年　監督・脚本ジャック・リヴェット、共同脚本クロード・シャブロル
- 殺し屋専科 Missione mortale Molo 83 1965年　監督セルジオ・ベルゴンツェリ、音楽ピエロ・ピッチオーニ

### 助監督
- 美しきセルジュ Le Beau Serge 1958年 監督クロード・シャブロル
- 二重の鍵 À double tour 1959年  (Charles Bitsch名義)　監督クロード・シャブロル
- 気のいい女たち Les Bonnes femmes 1960年  (Charles Bitsch名義)　監督クロード・シャブロル
- 新・七つの大罪 Les Sept péchés capitaux オムニバス映画 1962年　参加監督シルヴァン・ドム、エドゥアール・モリナロ、フィリップ・ド・ブロカ、ジャック・ドゥミ、ジャン・リュック・ゴダール、ロジェ・ヴァディム、クロード・シャブロル
- いぬ Le Doulos 1962年  (Charles Bitsch名義)　監督ジャン＝ピエール・メルヴィル
- 青髭 Landru 1963年 　監督クロード・シャブロル
- ロゴパグ Ro.Go.Pa.G. オムニバス映画 1963年  (ノンクレジット)　参加監督ロベルト・ロッセリーニ、ジャン＝リュック・ゴダール、ピエル・パオロ・パゾリーニ、ウーゴ・グレゴレッティ
- カラビニエ Les Carabiniers 1963年  (ノンクレジット)　監督ジャン＝リュック・ゴダール
- 軽蔑 Le Mépris 1963年  (ノンクレジット)　監督ジャン＝リュック・ゴダール
- 世界詐欺物語 Les Plus belles escroqueries du monde オムニバス映画 1964年  (ノンクレジット)　参加監督堀川弘通、ウーゴ・グレゴレッティ、クロード・シャブロル、ロマン・ポランスキー、ジャン＝リュック・ゴダール
- アルファヴィル Alphaville, une étrange aventure de Lemmy Caution 1965年  (ノンクレジット)　監督ジャン＝リュック・ゴダール
- メイド・インUSA Made in U.S.A. 1966年 　監督ジャン＝リュック・ゴダール
- 彼女について私が知っている二、三の事柄 2 ou 3 choses que je sais d'elle 1967年 　監督ジャン＝リュック・ゴダール
- 愛すべき女・女たち Le Plus vieux métier du monde オムニバス映画 1967年  (ノンクレジット)　参加監督フランコ・インドヴィナ、マウロ・ボロニーニ、フィリップ・ド・ブロカ、マイケル・プフグハー、クロード・オータン＝ララ、ジャン＝リュック・ゴダール
- 中国女 La Chinoise 1967年 　監督ジャン＝リュック・ゴダール
- ベトナムから遠く離れて Loin du Vietnam オムニバス映画 1967年  (ノンクレジット)　参加監督    アラン・レネ、ウィリアム・クライン、ヨリス・イヴェンス、アニエス・ヴァルダ、クロード・ルルーシュ、ジャン＝リュック・ゴダール
- 愛と怒り Amore e rabbia オムニバス映画 1967年  (ノンクレジット)　参加監督監督マルコ・ベロッキオ、ベルナルド・ベルトルッチ、ジャン＝リュック・ゴダール、カルロ・リッツァーニ、ピエル・パオロ・パゾリーニ
- Juliette et Juliette 1974年 　監督レモ・フォルラーニ